# 레이저 냉각
레이저 냉각은 레이저를 이용하여 원자나 분자 시료을 절대 영도에 가깝게 냉각시키는 기술이다. 어떤 물체(일반적으로 원자)가 광자를 흡수했다가 다시 방출하면 운동량이 변하고 입자 앙상블의 절대 온도는 속도의 분산에 비례한다. 레이저 냉각 기술은 원자 분광법과 앞에서 언급한 빛의 물리적 효과를 이용하여 입자 앙상블의 속도 분포를 균일하게 하여 입자를 냉각시킨다.
레이저 냉각의 대표적인 예이자 가장 일반적인 방법은 도플러 냉각이다. 그 외의 레이저 냉각 방법에는 제만 감속기 등이 있다.

## 역사

### 초기 시도
레이저 냉각 기술이 출현했을 때, 맥스웰의 전자기 이론으로 이미 전자기 방사선이 가하는 힘(복사압)을 계산하였다. 그러나 20세기가 되어서야 표트르 레베데프(1901년)와 어니스트 폭스 니콜스(1901년), 고든 페리 헐(1903년)이 실험을 통해 그 힘을 입증하였고, 1933년, 오토 프리쉬는 빛으로 원자에 압력을 가하는 것을 실현하였다. 1970년대 초반부터 레이저는 세밀한 원자 조작을 위해 사용되었으나, 1975년 테오도어 한슈와 아서 숄로의 연구 그룹과 데이비드 와인랜드와 한스 데멜트의 연구 그룹이 "방사력"으로 원자의 열 기반 속도를 늦추는 레이저 냉각 기술을 독자적으로 도입하면서 레이저 냉각 기술이 원자 조작 실험에 도입되었다. 한슈와 숄로의 논문에서는 빛을 반사하는 모든 물체에 가해지는 복사압의 효과를 설명하고 있으며, 이 개념은 기체 상태의 원자를 냉각시키는 방법으로 이어졌다. 레이저 냉각에 대한 이러한 초기 제안은 "산란력"에만 의존했지만, 이후 산란과 쌍극자 힘을 모두 이용하는 레이저 트래핑이 도입되었다.

### 현대 발전
윌리엄 필립스는 와인랜드 논문을 보고 이온 대신 중성 원자를 사용하려고 했다. 그는 1982년에 첫 번째로 중성 원자의 냉각을 설명하는 논문을 발표했다. 그가 사용한 방법은 현재 제만 감속기로 불리며 원자 빔을 느리게하는 표준 기술 중 하나가 되었다. 이전에 온도를 약 240 마이크로켈빈까지 낮추었을 때, 연구원들은 이 온도가 가능한 최저 온도라고 생각했다. 그러나, 스티븐 추가 실험에서 온도를 43 마이크로켈빈까지 낮추면서, 레이저 편광과 더 많은 원자 상태로 새로운 최저 온도를 설명하였다. 스티븐 추는 윌리엄 필립스, 클로드 코엔타누지와 1997년 레이저로 원자를 냉각하여 포획하는 방법에 기여하여 노벨 물리학상을 공동 수상했다. 70년대와 80년대 냉각을 위한 레이저 사용의 발전은 기존 기술의 몇 가지 개선과 매우 낮은 온도에서의 새로운 발견으로 이어졌다. 냉각 공정에서는 원자 시계를 보다 정확하게 만들고 분광 측정을 개선하는 데 사용되었으며 초저온에서 새로운 물질 상태를 관찰하는 데도 사용되었다. 또한 1995년, 에릭 코넬, 칼 위먼, 볼프강 케털리는 새로운 물질 상태인 보스-아인슈타인 응축수를 관찰하였다.

## 용도
레이저 냉각은 주로 보스-아인슈타인 응축과 같이 절대 영도 근처에서 관찰할 수 있는 양자 효과를 탐구하는 실험에 사용할 초저온 원자를 만드는 데 사용된다. 레이저 냉각은 주로 원자에 사용되었지만, 최근에는 보다 복잡한 방법의 레이저 냉각이 진행되고 있다. 2010년, 예일 대학교의 한 팀은 이원자 분자를 레이저 냉각하는 데 성공했고, 2007년, 메사추세츠 공과대학의 팀이 큰 규모인 1 g의 물체를 0.8 K까지 레이저 냉각하였다. 2011년, 캘리포니아 공과대학교와 빈 대학교 팀은 레이저 최초로 (10 μm × 1 μm 크기의) 물체를 양자 바닥 상태로 만들었다.

## 같이 보기
- 레이저
- 광 핀셋
- 제만 감속기
- 뫼스바우어 효과
- 뫼스바우어 분광학